# 중동항공의 운항 노선
중동항공은 다음과 같은 노선을 운항하고 있다. (2012년 11월 기준)

## 운항 노선

### 아시아

#### 서남아시아
- 레바논
  - 베이루트 – 베이루트 국제공항 허브
- 사우디아라비아
  - 리야드 – 킹 칼리드 국제공항
  - 제다 – 킹 압둘아지즈 국제공항
  - 담맘 – 킹 파드 국제공항
  - 메디나 – 프린스 모하메드 빈 압둘아지즈 국제공항 계절편
- 아랍에미리트
  - 아부다비 – 아부다비 국제공항
  - 두바이 – 두바이 국제공항
- 요르단
  - 암만 – 퀸 알리아 국제공항
- 이라크
  - 바그다드 – 바그다드 국제공항
  - 나자프 - 알 나자프 국제공항
  - 바스라 - 바스라 국제공항
  - 아르빌 – 아르빌 국제공항
- 카타르
  - 도하 – 뉴도하 국제공항
- 쿠웨이트
  - 쿠웨이트 시티 – 쿠웨이트 국제공항

#### 중앙아시아
- 아르메니아
  - 예레반 – 츠바르트노츠 국제공항

### 아프리카

#### 서아프리카
- 가나
  - 아크라 – 코토카 국제공항
- 나이지리아
  - 라고스 – 무르탈라 모하메드 국제공항
  - 카노 – 말람 아미누 카노 국제공항
- 코트디부아르
  - 아비장 – 포르부에 공항

#### 북아프리카
- 이집트
  - 카이로 – 카이로 국제공항
  - 샤름엘셰이크 – 샤름엘셰이크 국제공항 계절편

### 유럽

#### 서유럽
- 영국
  - 런던 – 런던 히드로 국제공항
- 프랑스
  - 파리 – 파리 샤를 드 골 국제공항
  - 니스 – 니스 코트다쥐르 공항
- 독일
  - 프랑크푸르트 – 프랑크푸르트 국제공항
  - 뒤셀도르프 – 뒤셀도르프 국제공항
- 벨기에
  - 브뤼셀 – 브뤼셀 국제공항

#### 중유럽
- 스위스
  - 제네바 – 제네바 국제공항

#### 남유럽
- 그리스
  - 아테네 – 아테네 국제공항
  - 로도스 - 로도스 국제공항 계절편
  - 미코노스 - 미코노스 국제공항 계절편
- 스페인
  - 마드리드 – 마드리드 바하라스 국제공항
- 이탈리아
  - 로마 – 레오나르도 다 빈치 국제공항
  - 밀라노 - 밀라노 말펜사 국제공항
- 키프로스
  - 라르나카 - 라르나카 국제공항
- 튀르키예
  - 이스탄불 – 아타튀르크 국제공항
  - 안탈리아 - 안탈리아 공항 계절편
  - 달라만 - 달라만 공항 계절편
  - 보드룸 - 보드룸 공항 계절편

#### 북유럽
- 덴마크
  - 코펜하겐 – 코펜하겐 카스트럽 국제공항 계절편

## 단항 노선

### 아시아

#### 동남아시아
- 말레이시아
  - 쿠알라룸푸르 – 쿠알라룸푸르 국제공항
- 싱가포르
  - 싱가포르 – 싱가포르 창이 국제공항

#### 남아시아
- 스리랑카
  - 콜롬보 – 반다라나이케 국제공항
- 인도
  - 뭄바이 – 차트라파티 시바지 국제공항

#### 서남아시아
- 바레인
  - 마나마 – 바레인 국제공항
- 시리아
  - 다마스쿠스 - 다마스쿠스 국제공항
  - 알레포 – 알레포 국제공항
- 아랍에미리트
  - 라스알카이마 – 라스알카이마 국제공항
- 예멘
  - 아덴 – 아덴 국제공항
- 이란
  - 테헤란 – 테헤란 메흐라바드 국제공항
- 이스라엘
  - 예루살렘 – 예루살렘 국제공항
- 파키스탄
  - 카라치 – 진나 국제공항

### 아프리카

#### 서아프리카
- 라이베리아
  - 몬로비아 – 로버츠 국제공항
- 세네갈
  - 다카르 – 레오폴 세다르 상고르 국제공항
- 시에라리온
  - 룽기 – 룽기 국제공항

#### 동아프리카
- 수단
  - 하르툼 – 하르툼 국제공항
- 에티오피아
  - 아디스아바바 – 볼레 국제공항

#### 북아프리카
- 리비아
  - 트리폴리 - 트리폴리 국제공항
  - 벵가지 – 베니나 국제공항
- 튀니지
  - 튀니스 – 튀니스 카르타고 국제공항

### 유럽

#### 서유럽
- 독일
  - 베를린 – 베를린 쇠네펠트 국제공항
  - 뒤셀도르프 - 뒤셀도르프 국제공항
  - 쾰른/본 - 쾰른 본 공항
- 네덜란드
  - 암스테르담 – 암스테르담 스키폴 국제공항

#### 중유럽
- 스위스
  - 취리히 – 취리히 국제공항
- 오스트리아
  - 빈 – 빈 국제공항

#### 남유럽
- 보스니아 헤르체고비나
  - 사라예보 – 사라예보 국제공항
- 키프로스
  - 니코시아 – 니코시아 국제공항
- 튀르키예
  - 앙카라 – 에센보아 국제공항

#### 동유럽
- 러시아
  - 모스크바 – 셰레메티예보 국제공항
- 루마니아
  - 부쿠레슈티 – 헨리 코안더 국제공항
- 불가리아
  - 소피아 – 소피아 국제공항
- 크로아티아
  - 두브로브니크 – 두브로브니크 공항

### 아메리카

#### 북아메리카
- 미국
  - 뉴욕 – 존 F. 케네디 국제공항

#### 남아메리카
- 브라질
  - 상파울루 – 상파울루 구아룰류스 국제공항

### 오세아니아
- 오스트레일리아
  - 시드니 – 시드니 킹스포드 스미스 국제공항